# 舒畅 (演员)
舒暢（1987年12月1日—），原名董丽丽，生于中国吉林省白山市，现居于北京。中國大陸演員、歌手，主持人，童星出身。

## 个人简介

### 坎坷童年
舒畅的童年十分坎坷，刚出生5个月，父母就离异了。母亲后来带着小舒畅来到北京艰难的生活，但舒畅10岁时，母亲也因重病去世。舒畅被姨妈和表姐接过去生活，但由于姨父姨妈工作也很忙，当时不过20岁的表姐负起抚养小舒畅的担子，所谓“长姐如母”，舒畅说她最亲的人就是表姐。

### 演艺历程
5岁时因一张“玉照”被一个台湾导演发现出演《我的故事》当中饰演女主角的童年，就这样而步入“影视圈”，同年在电影《小巷情深》中“展露头角”。1996年，她又被著名导演尤小刚选中，出演《单亲之家》中小辣椒一角。至今已参加拍摄四十余部影视剧，主持或参加二十余台晚会，并於1997年推出首张个人演唱专辑《少了妈妈只有半个家》。

### 故事
- 这么多演艺角色中，对舒畅挑战最大的无疑是张纪中版《天龙八部》中的天山童姥一角，当时不过15岁的她要饰演一个年龄跨度(6岁-96岁)极大的角色。
- 在拍摄《连城诀》时，由于在雪山取景，当天风大，当完成拍摄任务要坐缆车下山时，缆车已经关闭。由于天气恶劣，剧组必须签生死状才开动缆车。一旁的舒畅听到后对导演说：“这事情别跟其他人说，不然大家一慌就会出危险的。”而其实她心中也很害怕，还给表姐发了一条近乎遗言的短信，好在最终是有惊无险。
- 在2008年12月举行的“腾讯星光大典”颁奖仪式上，舒畅获得了“年度最具突破电视演员”奖项。舒畅在颁奖感言中特意强调：“更重要的是我要感谢我生命中最重要的一个人，就是我的姐姐。十多年来，她像一个妈妈一样把我抚养长大成人，这里我要说一声，谢谢我的姐姐，我的妈妈！”

### 经历
- 1993年9月-1995年6月：辽宁省大连市金州十里铺老爷庙小学
- 1995年9月-1996年6月：北京市西城区东晓市小学
- 1996年9月-1998年6月：北京市西城区北礼士路第二小学(1997年被评为全北京十佳好少年)
- 1998年9月-2001年6月：北京育英中学(一直保持全年级数学第一的纪录)
- 2001年9月-2004年6月：北京第四中学(拍戏比较多，经常白天拍戏，晚上自学)
- 2003年7月刚高二的舒畅以520的高分被中央戏剧学院表演系录取。但权衡之下，舒畅还是放弃了，她更倾向于一所能够学到更多知识的大学。
- 2004年9月-2008年7月：北京第二外国语学院英语系
- 2009年3月26日-2011年經紀公司天星傳媒。
- 2016年簽約經紀公司悦視傳媒，同年8月10日成立舒暢工作室。

## 影视作品

### 电视剧
| 首播年份 | 剧名               | 角色                | 备注                                                                                      |
| -------- | ------------------ | ------------------- | ----------------------------------------------------------------------------------------- |
| 1992     | 我的故事           |                     | 舒畅生平第一部戏，由中央电视台拍摄的一部儿童剧，只有1集戏份                               |
| 1996     | 陌生的海岸         | 舒小凡              |                                                                                           |
| 1996     | 单亲之家           | 小辣椒              | 代表作                                                                                    |
| 1996     | 我没有家           | 宝丫头              |                                                                                           |
| 1997     | 小太阳             |                     |                                                                                           |
| 1997     | 我们是一家         | 梅花                |                                                                                           |
| 1997     | 好好过日子         | 周昭                | 媛媛的女儿                                                                                |
| 1998     | 小凤仙的故事       | 童年小凤仙          |                                                                                           |
| 1999     | 好大一个家         | 女主角的孩子        |                                                                                           |
| 2000     | 新霍元甲           | 菊儿                |                                                                                           |
| 2000     | 欢乐情缘           | 尚小云              |                                                                                           |
| 2001     | 夫妻过招之生财有道 | 高寒                | 《欢乐家庭》系列之一，高文之女                                                            |
| 2002     | 新女驸马           | 公主丫鬟杏儿        |                                                                                           |
| 2002     | 皇宫宝贝           | 巧月                |                                                                                           |
| 2002     | 世纪七零届         | 刘婕                |                                                                                           |
| 2002     | 孝庄秘史           | 董鄂妃              |                                                                                           |
| 2003     | 金粉世家           | 金梅丽              |                                                                                           |
| 2003     | 拯救少年犯         | 康文静              |                                                                                           |
| 2003     | 天龙八部           | 天山童姥            |                                                                                           |
| 2003     | 曹雪芹             | 丫鬟抱玉            |                                                                                           |
| 2003     | 皇太子秘史         | 云格格              |                                                                                           |
| 2004     | 鸡祥如意           | 月儿、星儿          |                                                                                           |
| 2004     | 连城诀             | 水笙                |                                                                                           |
| 2004     | 廚子當官           |                     |                                                                                           |
| 2004     | 李衛當官2          | 石榴                |                                                                                           |
| 2004     | 少年大钦差         | 陈文静（徐莲）      |                                                                                           |
| 2005     | 家和万事兴之年夜饭 | 客串                |                                                                                           |
| 2005     | 宝莲灯             | 小玉                |                                                                                           |
| 2005     | 精卫填海           | 精卫                |                                                                                           |
| 2005     | 厨子当官           | 玉环、碧环          |                                                                                           |
| 2006     | 愛在來時           | 周靜怡/素雅         | 又名《錯愛天使》                                                                          |
| 2006     | 中国母亲           | 黄琳                |                                                                                           |
| 2006     | 酒后吐真言         | 孙慧妹              |                                                                                           |
| 2006     | 宫廷画师郎世宁     | 幼敏                | 2003年拍攝                                                                                |
| 2006     | 殷商傳奇           | 桐瑤                |                                                                                           |
| 2007     | 花开有声           | 月月                |                                                                                           |
| 2008     | 魔幻手機           | 機器人傻妞          |                                                                                           |
| 2008     | 鹿鼎记             | 建宁公主            |                                                                                           |
| 2008     | 义本同心           | 尚敏                |                                                                                           |
| 2008     | 大明奇才           | 曹貞                | 2005年拍攝                                                                                |
| 2008     | 双城变奏           | 唐音、汀娜          |                                                                                           |
| 2009     | 红官窑             | 夏芙蓉              |                                                                                           |
| 2010     | 江姐               | 文娟                |                                                                                           |
| 2011     | 西游记             | 女儿国国王          |                                                                                           |
| 2011     | 风雪飘落的季节     | 郝喜娥/郝喜兰       | 又名《血战太行山》《血在烧》                                                              |
| 2012     | 宮鎖珠簾           | 薄海棠(雲嬪)/薄牡丹 |                                                                                           |
| 2012     | 春秋淹城           | 淹城公主羅敷        | 2008年拍攝                                                                                |
| 2012     | 赏金猎人           | 神秘女              | 客串                                                                                      |
| 2013     | 烽火佳人           | 佟毓婉              |                                                                                           |
| 2014     | 魔幻手机2傻妞归来  | 傻妞                | 2011年拍攝                                                                                |
| 2015     | 活色生香           | 小雅惠子            |                                                                                           |
| 2015     | 乾隆秘史           | 林顰顰              |                                                                                           |
| 2016     | 欢喜密探           | 洪師娘 ( 三姨 )     | 客串 ( 出现在第37集，洪帮武师黄飞鱼[俞灏明饰]带着妻子三姨来到牛府意图营救被抓的三名徒弟 ) |
| 2016     | 心如铁             | 小苹果（若霞）      |                                                                                           |
| 2016     | 青云志第二季       | 小白                | 客串                                                                                      |
| 2017     | 大唐荣耀           | 慕容林致            |                                                                                           |
| 2017     | 大唐荣耀2          | 慕容林致            |                                                                                           |
| 2017     | 龙珠传奇           | 雪倾城              |                                                                                           |
| 2025     | 蛇年大吉之小青渡劫 | 小青/颜青辞         | 網絡短劇                                                                                  |
| 2025     | 锦绣传             | 慕锦绣              | 網絡短劇                                                                                  |
| 2025     | 凤栖今朝           | 南桑宁              | 網絡短劇                                                                                  |
| 待播     | 天下长安           | 長孫皇后            |                                                                                           |
| 待播     | 无量天             | 路遥想              | 2009年拍攝                                                                                |
| 待播     | 刘三姐             | 刘三姐              | 2010年拍攝                                                                                |
| 待播     | 阳新鞋匠           | 欧宝妹              | 2010年拍攝                                                                                |
| 待播     | 我的早更女友       |                     | 2017年拍攝                                                                                |

### 电影
| 年份 | 片名       | 角色     | 备注                                     |
| ---- | ---------- | -------- | ---------------------------------------- |
| 1992 | 小巷情深   |          | 舒畅5岁时拍的第一部电影                  |
| 1995 | 舞女       | 晓倩     |                                          |
| 1996 | 吴二哥请神 |          |                                          |
| 2006 | 恋爱三十天 | 杜乐乐   |                                          |
| 2011 | 怪獸通緝令 | 角色未知 | 8月4日開機，舒暢零片酬演出，儿童公益电影 |

## 音乐作品

### 音乐专辑
| 发行日期  | 专辑名称               | 备注                       | 曲目 |
| --------- | ---------------------- | -------------------------- | --- |
| 1997年6月 | 《少了妈妈只有半个家》 | 个人专辑，首发数量：10万张 | 曲目 1. 少了妈妈只有半个家 2. 梦中的秋千 3. 我们拥有一个世界 4. 飞吧 小鸽子 5. 童年的歌 6. 爱星满天 7. 蓝天白云跟我来 8. 好朋友 9. 小桥流水 |

### 个人单曲
- 1995年《雀尕飞》
- 1995年《放学路上》
- 2004年《雨季不再来》

## 舞台表演
| 年份       | 节目主持                                                                       |
| 1995年9月  | 应邀去台湾主持台北电视台的“海峡两岸儿童心连心”大型文艺晚会                     |
| 1996年4月  | 担任中央台《大风车》栏目的嘉宾主持人                                           |
| 1996年6月  | 主持北京西城区“庆六一”文艺晚会                                                 |
| 1997年6月  | 主持中国教育台“庆六一、喜迎香港回归”大型文艺晚会                               |
| 1997年9月  | 与朱时茂合作主持中国教育电视台“教师节”文艺晚会                                 |
| 1998年5月  | 和濮存昕共同主持北京市第十届中学生艺术节既“扬帆新世纪”文艺晚会                 |
| 1998年9月  | 担任美国迪尼斯公司香港ABC公司中国地区的《小神龙俱乐部》节目主持人              |
| 1998年10月 | 与中央电视台《新闻联播》播音员李瑞英共同主持北京育英中学“校庆五十周年”文艺晚会 |
| 1998年11月 | 在北京音乐厅主持北京市中学生银帆管乐团报告音乐会                               |
| 1999年11月 | 担任北京市中小学生艺术文艺演出的主持人                                         |
| 2007年5月  | 与许效舜、阿牛、李晓峰共同担任安徽卫视《周日我最大》综艺节目的嘉宾主持         |

节目表演
| 年份       | 节目表演                                                           |
| 1994年12月 | 参加中央电视台“首届中日青少年歌手大赛”                             |
| 1999年6月  | 被天津未来华夏未来艺术团邀请到天津举行了《妈妈怀里的歌》个人演唱会 |
| 1999年8月  | 参加北京青春美少女队“第二代”的首场演出                             |
| 2000年     | 参加浙江卫视模仿秀节目 演唱《你爱我吗》等歌曲                      |
| 2002年12月 | 参加湖南台“金鹰”选秀节目                                           |
| 2006年8月  | 参加湖南“金鹰”节闭幕式演唱《山不转水转》                           |
| 2008年10月 | 在“蓝色盛典”颁奖典礼演唱《感恩的心》                               |
| 2008年11月 | 参加中国人民解放军军区医学进修学院成立50周年庆典献唱               |
| 2008年6月  | 《春秋淹城》开机仪式清纯献唱                                       |
| 2009年1月  | 在代言武汉汉正街服装发布会上献唱                                   |
| 2009年5月  | 参加中央三套2009年端午诗歌朗诵交响音乐会 朗诵《上邪》              |

## 电视节目
| 年份           | 电视节目                                                                               |
| 1995年1月      | 日本東京電視臺影星酒井法子來北京做舒暢的專訪3月在東京電視臺播出6月在北京台播出         |
| 1995年6月      | 應邀到日本加東京電視臺的大型文藝晚會“亞洲兒童手牽手”演唱《媽媽，早上好》               |
| 1995年6月      | 參加中央電視臺“六·一”文藝晚會，演唱晚會主題歌《太陽的心願》                            |
| 1995年9月      | 應邀去臺灣主持臺北電視臺的“海峽兩岸兒童心連心”                                         |
| 1995年12月     | 參加中央電視臺“童心裏的歌”文藝晚會演唱《生日祝福》                                     |
| 1996年4月      | 擔任中央電視臺《大風車》欄目的嘉賓主持人                                               |
| 1996年5月      | 參加中央“五·一”文藝晚會，表演配樂詩朗誦《長城腳下》                                    |
| 1996年6月      | 參加中央“六·一”文藝晚會，擔任少年兒童評委                                              |
| 1996年6月      | 主持北京西城區“慶六一”文藝晚會並演唱《爸爸、媽媽都好》                                 |
| 1996年10月     | 參加中央電視臺《人間萬象》欄目攝製的系列劇《我沒有家》                                 |
| 1997年3月      | 參加中央電視臺“三八”文藝晚會，表演小品《暴風雨來臨之前》                               |
| 1997年6月      | 主持中國教育台“慶六一、喜迎香港回歸”大型文藝晚會                                       |
| 1997年6月      | 參加北京電視臺青少年部“慶祝六一國際兒童節”文藝晚會                                     |
| 1997年7月      | 參加中央電視臺“慶七一黨的生日”文藝晚會                                                 |
| 1997年9月      | 與朱時茂老師合作主持中國教育電視臺“教師節”文藝晚會                                     |
| 1998年1月      | 參加中央電視臺春節稅務聯歡晚會                                                         |
| 1998年1月      | 參加北京電視臺元旦文藝晚會                                                             |
| 1998年1月      | 參加北京電視臺青少部春節文藝晚會                                                       |
| 1998年5月      | 和濮存昕共同主持北京市第十屆中學生藝術節既“揚帆新世紀”文藝晚會                         |
| 1998年6月      | 參加北京電視臺第535期的五彩繽紛節目                                                    |
| 1998年9月      | 參加中國教育電視臺慶祝教師節文藝晚會                                                   |
| 1998年9月      | 擔任美國迪尼斯公司香港ABC公司中國地區的《小神龍俱樂部》節目主持人                      |
| 1998年10月     | 與中央電視臺《新聞聯播》節目的播音員李瑞英共同主持北京育英中學“校慶五十周年”文藝晚會   |
| 1998年11月     | 在北京音樂廳主持北京市中學生銀帆管樂團報音樂會                                         |
| 1999年1月      | 參加中央電視臺的春節稅務晚會                                                           |
| 1999年6月      | 參加湖南衛視《快樂大本營》節目                                                         |
| 1999年10月     | 參加全國有線台“中華人民共和國成立五十周年”文藝晚會                                     |
| 2000年1月      | 參加北京電視臺的《歡樂總動員》節目                                                     |
| 2001年3月      | 參加山東電視臺的《陽光快車道》節目                                                     |
| 2002年12月     | 參加湖南衛視金鷹藝術節首屆新秀大賽                                                     |
| 2004年6月      | 作客《明星》訪談節目                                                                   |
| 2004年6月      | 參加湖南衛視《快樂大本營》節目                                                         |
| 2004年6月      | 參加南京電視臺《非常周末》節目                                                         |
| 2004年6月      | 接受《非常滑鼠》欄目的專訪                                                             |
| 2004年6月      | 參加《娛樂現場》（上海版）的訪談節目                                                   |
| 2004年7月      | 參加北京四台《演藝人生》談話節目                                                       |
| 2004年7月      | 作客FTV心情電視《明星心情》節目                                                        |
| 2004年9月14日  | 接受湖南衛視《娛樂無極限》、東方衛視《娛樂星天地》等媒體對《雨季不再來》劇組進行的專訪 |
| 2004年10月     | 接受中央電視臺《影視同期聲》欄目對《雨季不再來》劇組進行的探班專訪                     |
| 2004年10月     | 錄製黑龍江台《明星告訴你》節目                                                         |
| 2006年1月13日  | E視《娛樂現場》欄目就《三滴血》一事對舒暢進行獨家專訪                                  |
| 2005年10月27日 | 在《幻想殷商》拍攝現場，接受雲南《都市時報》記者的專訪                                 |
| 2006年1月19日  | 在《愛在來時》京城媒體見面會上，接受中央電視臺《影視同期聲》欄目的專訪                 |
| 2006年4月27日  | 在《愛在來時》拍攝現場，接受中央電視臺《影視同期聲》欄目的專訪                         |
| 2006年5月23日  | 作客湖南衛視《娜可不一樣》                                                             |
| 2006年6月13日  | 作客浙江衛視《太可樂了》                                                               |
| 2006年6月16日  | 安徽衛視《超級大贏家-韋小寶打擂》嘉賓                                                  |
| 2006年6月28日  | 錄製《明星BIGSTAR》（作客貓撲聊天室）                                                  |
| 2006年8月10日  | 在《鹿鼎記》武夷山開機儀式現場，與何琢言接受《娛樂無極限》欄目的獨家專訪               |
| 2006年8月26日  | 《大眾娛樂線上》就舒暢的化妝造型全過程對舒暢進行專訪                                   |
| 2006年8月28日  | 杭州台《新聞夜班車》就舒暢出演“林黛玉”一事對舒暢進行專訪                               |
| 2006年9月10日  | 北京台《天天娛樂圈》荷花塘探班鹿鼎記之舒暢專訪                                         |
| 2006年9月20日  | 接受東南衛視《娛樂樂翻天》搜星行動節目組的獨家專訪                                     |
| 2006年9月26日  | 《同一首歌．走進海寧》與鹿鼎記劇組出席                                                 |
| 2006年11月17日 | 作客《超級訪問》                                                                       |
| 2007年2月24日  | 接受東南衛視《娛樂樂翻天》新春特別節目『鹿鼎發燒記』的獨家專訪                         |
| 2007年5月6日   | 安徽衛視《周日我最大》嘉賓主持                                                         |
| 2007年11月12日 | 在《紅官窯》拍攝現場，接受中央電視臺《影視同期聲》欄目的專訪                           |
| 2007年11月14日 | 在《紅官窯》拍攝現場，接受北京台《天天影視圈》欄目的專訪                               |
| 2008年4月10日  | 《影视同期声》之周末人物舒暢專訪                                                       |
| 2008年4月13日  | 《影视俱乐部》《魔幻手机》主要演員出席受訪                                             |
| 2008年4月18日  | 《最佳現場》舒暢專訪                                                                   |
| 2008年10月27日 | 做客北京二套《深度对话》节目                                                           |
| 2008年11月1日  | 参加中国人民解放军军区医学进修学院成立50周年庆典活动                                   |
| 2008年11月2日  | 参加重庆卫视《明星大考场》                                                             |
| 2008年11月10日 | 錄製天津衛視《快樂轉轉轉》                                                             |
| 2008年11月12日 | 錄製重慶衛視《明星大考場》                                                             |
| 2008年11月12日 | 参加天津卫视《快乐转转转》少儿节目                                                     |
| 2009年3月8日   | 录制东南卫视《超级明星》节目                                                           |
| 2009年4月      | 参加山西卫视《蚂蚁斗大象》                                                             |
| 2009年5月      | 参加中央三套2009年端午诗歌朗诵交响音乐会 朗诵《上邪》                                  |

## 荣誉奖项
| 年份                                   | 奖项 |
| 1994年12月                             | 演唱的歌曲《送别》荣获中央电视台“首届中日青少年歌手友好歌唱大赛”铜奖                                                     |
| 1995年3月                              | 获得广电部颁发的“金童奖”                                                                                                 |
| 1995年12月21日                         | 参加拍摄的音乐电视《雀尕飞》在中央电视台《东西南北中-中国音乐电视》第88期中参与评选，荣获第三届中国音乐电视大赛金奖      |
| 1996年2月14日                          | 该作品荣获《湖北金曲榜》95音乐电视作品金奖                                                                               |
| 1996年9月                              | 该作品获得中宣部颁发的全国精神文明建设“五个一工程”第五届“入选作品奖”和湖北省精神文明建设“五个一工程”首届“优秀作品特别奖” |
| 1996年                                 | 舒畅与牛楠一起演唱并拍摄的《放学路上》MTV，荣获首届中国儿童音乐电视大赛铜奖                                              |
| 1995年、1996年、1997年、1998年、1999年 | 连续五年被评为北京市三好学生                                                                                             |
| 1997年                                 | 被授予北京红领巾奖章、被评为北京十佳好少年                                                                               |
| 2002年12月                             | 荣获第三届中国金鹰电视艺术节电视新秀大赛“最佳电视新秀奖”、“最受观众欢迎奖”、“优秀奖”三个奖项                             |
| 2008年10月25日                         | 在“蓝色盛典”中荣获“全能女性”、“中国杯年度推广大使”以及“蓝色之星”等特别奖项                                               |
| 2008年12月15日                         | 在“腾讯星光大典”中获得“年度最具突破电视演员”奖项。                                                                       |
| 2009年2月19日                          | 在“湖南卫视·百度娱乐沸点2008年度盘点”颁奖典礼 《魔幻手机》获得“最热门内地电视剧” 舒畅与李滨、焦恩俊一同领奖              |
| 2009年12月31日                         | “天星传媒迎新晚会”中获得“星创新奖”                                                                                       |
|                                        | 网络称号/奖项 |
| 2008年7月                              | 荣获2008年新浪电视剧排行榜第二季度评选“最佳荧屏情侣奖”                                                                   |
| 2008年7月30日                          | 凭借出演电视剧《魔幻手机》中傻妞一角，被2008年搜狐电视剧第二季度票选评为“我最爱的一群人”                                 |
| 2008年7月30日                          | 《魔幻手机》被2008年搜狐电视剧第二季度票选评为“无敌霹雳剧”                                                               |
| 2008年                                 | 荧屏九大多产女星 |
|                                        | 内地八位如花美女 |
|                                        | 85后五小金花 |
|                                        | 85 后吸金女王 |
|                                        | 85后时尚穿衣女王 |
|                                        | 最具学生味的十大女明星                                                                                                   |

## 外部連結
- 舒畅的新浪博客
- 舒畅的新浪微博
- 舒畅的Instagram帳戶
- 舒畅在互联网电影资料库（IMDb）上的資料（英文）
- 舒畅在时光网上的簡介（简体中文）
- 舒畅在豆瓣上的资料（简体中文）